# Dina chez les rois

Dina chez les rois est un court-métrage français de Dominique Delouche sorti en 1968.

## Synopsis
En 1964, dix-neuf sculptures d'Aristide Maillol sont venues remplacer les statues du XIXe siècle précédemment érigées à l'est du Jardin des Tuileries. L'hiver suivant, Dominique Delouche décide de leur rendre une visite d'esthète, ce qui donnera « Dina chez les rois », où il célèbre, aidé de la neige, de sa caméra amoureuse, d'une musique de Richard Strauss et de la voix d'Arletty lisant un poème de Geneviève Agel, la pure et antique beauté des œuvres de Maillol ainsi que de Dina Vierny, son modèle, qui offrit la collection de bronzes au ministre de la culture André Malraux.

## Fiche technique
- Titre : Dina chez les rois
- Réalisation : Dominique Delouche
- Assistante réalisateur et script-girl : Etty Barmat
- Scénario : Dominique Delouche
- Poème original : « Dina chez les rois » de Geneviève Agel, dit par Arletty
- Photographie : Andréas Winding
- Cadre : William Lubtchansky
- Musique non originale :« Prélude de l'opéra Capriccio, op. 85 » de Richard Strauss
- Montage : Bella Brodsky
- Producteur : Dominique Delouche
- Société de production et de distribution : Les Films du Prieuré
- Format : Couleurs - Négatif et Positif : 35 mm - cadre : 1 x 1,66, Son : Mono
- Laboratoire : LTC
- Visa d'exploitation no 30129 délivré le 30 décembre 1967 (Tous publics)
- Tournage : au Jardin des Tuileries deux hivers de suite, en 1966 et 1967.
- Durée : 11 minutes
- Date de sortie : France - 18 avril 1968

## Distribution
- Arletty : la récitante

## Autour du film
- Le tournage du film fut inspiré par le placement des bronzes de Maillol offerts par Dina Vierny à André Malraux, alors ministre, dans les parages du Louvre, d'où le titre. Dina était enchantée par l'idée du film et nous avions voulu absolument tourner dans la neige pour faire contraste avec la chaleur du bronze. Nous avons dû nous y reprendre deux hivers de suite. Ce sont de ces luxes qui n'existent plus maintenant dans le court-métrage (d'après Dominique Delouche, juin 2019).
- Geneviève Agel a composé son poème après visionnement du montage.